# تپه و گورستان کهنه لاجان
تپه و قبرستان کهنه لاجان مربوط به سدهٔ ۸–۶ ه‍.ق است و در شهرستان پیرانشهر، بخش مرکزی، دهستان پیران، روستای کهنه لاجان واقع شده و این اثر در تاریخ ۲۵ آبان ۱۳۸۷ با شمارهٔ ثبت ۲۳۴۹۷ به‌عنوان یکی از آثار ملی ایران به ثبت رسیده است.